# اوه! تو هم دیرت شده؟
اوه! تو هم دیرت شده؟ (به انگلیسی: ?O!RUL8,2) نخستین آلبوم چندآهنگهٔ گروه پسرانهٔ کره‌ای بی‌تی‌اس است. این آلبوم در ۱۱ سپتامبر ۲۰۱۳، به‌عنوان دومین آلبوم گروه پس از خیلی خفن برای مدرسه منتشر شد. اوه! تو هم دیرت شده؟ ۱۰ قطعه دارد و «اِن.او» تک‌آهنگ لید آن است. بی‌تی‌اس مدتی بعد، قطعهٔ «حمله به بنگتن» را تبلیغ کرد.

## موفقیت تجاری
اوه! تو هم دیرت شده؟ پس از انتشار، در رتبهٔ چهار جدول هفتگی گائون (هفتهٔ دوم سپتامبر ۲۰۱۳) قرار گرفت. آلبوم همچنین در ماه سپتامبر، در جدول ماهانهٔ گائون یازدهم شد. اوه! تو هم دیرت شده؟ در سال ۲۰۱۳، پنجاه و پنجمین آلبوم پرفروش کرهٔ جنوبی در جدول آلبوم‌های گائون بود. تا سال ۲۰۱۹، بیش از ۲۰۰٬۰۰۰ کپی از آن به فروش رسید.

## فهرست قطعات
جزئیات برگرفته از پایگاه دادهٔ انجمن حق تکثیر موسیقی کره است.
| شماره      | نام                           | نویسنده(ها)                                  | تهیه‌کننده(ها)   | مدت   |
| ---------- | ----------------------------- | -------------------------------------------- | --------------- | ----- |
| ۱.         | «مقدمه: اوه! تو هم دیرت شده؟» | پی‌داگ آراِم                                   | پی‌داگ           | ۱:۱۱  |
| ۲.         | «اِن.او»                       | پی‌داگ «هیت‌من» بنگ آراِم شوگا سوپریم بوی       | پی‌داگ           | ۳:۳۰  |
| ۳.         | «ما پایه‌ایم»                  | پی‌داگ آراِم شوگا جی-هوپ                       | پی‌داگ           | ۳:۵۱  |
| ۴.         | «اسکیت: الآن خوشحالی؟»        |                                              | پی‌داگ           | ۲:۲۸  |
| ۵.         | «اگر حاکم جهان بودم»          | پی‌داگ آراِم شوگا جی-هوپ                       | پی‌داگ           | ۴:۰۷  |
| ۶.         | «قهوه»                        | اربن زاکاپا پی‌داگ آراِم اسلو ربیت شوگا جی-هوپ | پی‌داگ اسلو ربیت | ۴:۲۰  |
| ۷.         | «سایفر بی‌تی‌اس قسمت ۱»         | سوپریم بوی آراِم شوگا جی-هوپ                  | سوپریم بوی      | ۲:۱۱  |
| ۸.         | «حمله به بنگتن»               | پی‌داگ آراِم شوگا جی-هوپ سوپریم بوی            | پی‌داگ           | ۴:۰۷  |
| ۹.         | «رپ ساتوری»                   | پی‌داگ آراِم شوگا جی-هوپ                       | پی‌داگ           | ۳:۲۵  |
| ۱۰.        | «خاتمه: عشق در مدرسه»         | اسلو ربیت پی‌داگ                              | اسلو ربیت پی‌داگ | ۱:۲۶  |
| مجموع مدت: | مجموع مدت:                    | مجموع مدت:                                   | مجموع مدت:      | ۳۰:۳۶ |

## جداول
| جدول (۲۰۱۳)                | بالاترین موقعیت |
| -------------------------- | --------------- |
| آلبوم‌های کرهٔ جنوبی (گائون) | ۴               |

| جدول (۲۰۱۳)                | بالاترین موقعیت |
| -------------------------- | --------------- |
| آلبوم‌های کرهٔ جنوبی (گائون) | ۱۱              |

### جدول سالانه
| جدول (۲۰۱۹–۲۰۱۳)       | موقعیت |
| ---------------------- | ------ |
| ۲۰۱۳ کرهٔ جنوبی (گائون) | ۵۵     |
| ۲۰۱۴ کرهٔ جنوبی (گائون) | ۹۲     |
| ۲۰۱۵ کرهٔ جنوبی (گائون) | ۸۷     |
| ۲۰۱۶ کرهٔ جنوبی (گائون) | ۸۶     |
| ۲۰۱۷ کرهٔ جنوبی (گائون) | ۹۹     |
| ۲۰۱۸ کرهٔ جنوبی (گائون) | ۸۲     |
| ۲۰۱۹ کرهٔ جنوبی (گائون) | ۸۱     |

## فروش‌ها و گواهی‌نامه‌ها
| جدول              | فروش    |
| ----------------- | ------- |
| کرهٔ جنوبی (گائون) | ۳۱۹٬۹۵۱ |

## تاریخچهٔ انتشار
| کشور      | تاریخ           | قالب                 | ناشر                                 |
| --------- | --------------- | -------------------- | ------------------------------------ |
| کرهٔ جنوبی | ۱۱ سپتامبر ۲۰۱۳ | سی‌دی، دانلود دیجیتال | بیگ هیت اینترتینمنت لوئن اینترتینمنت |
| مختلف     | ۱۱ سپتامبر ۲۰۱۳ | دانلود دیجیتال       | بیگ هیت اینترتینمنت لوئن اینترتینمنت |

## واژه‌نامه
1. ↑  Intro: O! RUL8,2
2. ↑  N.O
3. ↑  We On
4. ↑  Skit: R U Happy Now?
5. ↑  If I Ruled the World
6. ↑  Coffee
7. ↑  BTS Cypher Pt.1
8. ↑  Attack On Bangtan, 진격의 방탄; Jingyeogui Bangtan
9. ↑  Satoori Rap, 팔도강산; Paldogangsan
10. ↑  Outro: Luv in Skool